# Madagascar (pel·lícula de 1994)
 Madagascar  és una pel·lícula dramàtica cubana estrenada en 1994 i dirigida per Fernando Pérez.
Aquest film va marcar el canvi de l'estil de direcció de Fernando Pérez cap a un major aprofitament líric del cinema, d'alguna forma per a sortir del sentit realista del documental que s'aprecia en els seus primers treballs. La pel·lícula conta la relació i la deterioració de la relació entre una mare i la seva filla durant la crisi econòmica en Cuba, coneguda com Període Especial.

## Desenvolupament
Madagascar va ser originalment concebuda com la primera part d'una trilogia que es titularia Pronóstico del tiempo. La producció i postproducció del tercer film de ficció de Pérez va acabar al setembre de 1993, per a esperar la preparació de les altres dues parts del treball: Melodrama de Rolando Díaz (1947-) i Quiéreme mucho y verás de Daniel Díaz Torres. Els tres directors havien treballat junts per a desenvolupar les seves idees per a la creació del projecte, però al final, segons Pérez, acabarien trencant la necessària continuïtat per a posar-los junts. En part com a resultat de les discussions sobre els continguts i en part en resposta als retards ocorreguts en la producció dels films de Díaz i Díaz Torres, cadascun seria llançat independentment. Durant desembre de 1994, Madagascar va aparèixer per primera vegada en els teatres cubans com a part de l'anual Festival del Nou Cinema Llatinoamericà de l'Havana.
Els creadors de la pel·lícula van portar les circumstàncies d'una forma admirable. La falta de recursos del ICAIC després de la caiguda de la Unió Soviètica, els va obligar a enviar els negatius per correu a Veneçuela, fent així impossibles els dailies (el procés de revisar el filmat cada dia per a tornar a filmar el que no hagi sortit com el planejat). Malgrat haver hagut de filmar “a cegues”, Pérez ha dit que ell i el seu equip no van gastar cap recurs veritablement fonamental, exceptuant la gasolina. També s'ha dit que el director va creure que aquest seria el seu últim film i això podia haver influït en l'estil i desenvolupament de la pel·lícula.
Fins avui, Madagascar roman com un dels últims films que van rebre tota la seva producció de part de l'Instituto Cubano del Arte e Industria Cinematográficos (ICAIC).

## Sinopsi[3]
Madagascar es va inspira en el relat de 1984, Beatles contra Duran Duran, de Mirta Yáñez.
La història tracta sobre la relació entre el narrador (una mare soltera i prágmatica professora de física de mitjana edat) i la seva filla adolescent. El film mostra poc del text original, el qual sembla haver estat usat per Pérez com un punt de partida i una forma de "sketch" del personatge principal. Laura (Zaida Castellanos) i Laurita (Laura de la Uz) tenen certa semblança a les protagonistes del conte, però l'expressió i la trama divergeix granment d'aquest.
Les personalitats oposades dels personatges és un dels punts principals de la narrativa, la qual esdevé com un viatge psicològic. En la seqüència inicial, coneixem que Laura ha entrat en una crisi psicològica misteriosa, incrementada pel comportament extremista de la seva filla. En el monòleg, ens diu que ha perdut l'habilitat de somiar qualsevol cosa diferent als que li ocorre en la vida diària. En una de les primeres escenes, Laurita informa la seva mare que es va cansar de l'escola i que s'està prenent un descans dels estudis per a viatjar a Madagascar, provenint d'allí el nom del film.

## Palmarès cinematogràfic
- Premi de l'Associació Cubana de Premsa - Premi FIPRESCI - Esment Especial - Premi Especial del Jurat.o.
  - Premi Nacional de la Crítica, Asociación Cubana de la Prensa Cinematográfica, L'Havana, Cuba, 1994.
- Festival Internacional del Nou Cinema Llatinoamericà de l'Havana - Premi ARCI-NOVA.
  - Premi Especial del jurat, Festival Internacional del Nou Cinema Llatinoamericà de l'Havana. L' Havana, Cuba, 1994.
- Festróia - Festival Internacional de Cinema de Tróia - Golfinho de Ouro:
  - Gran Premi Golfinho de Ouro a la millor pel·lícula, Festival Internacional de Cinema de Troia, Portugal, 1995.
- Gran Premi Golfinho de Prata: millor realitzador i millor fotografia, Festival Internacional de Cinema de Troia, Portugal, 1995.
- Festival Internacional de Cinema de Berlín - Premi Caligari:
  - Premi Caligari (ex aequo) a la millor pel·lícula, Festival Internacional de Cinema de Berlín, Alemanya, 1995.
- Gran premi (ex aequo), Festival Internacional de Cinema, Friburg, Suïssa, 1995.
- Premio Sol d'Or a la millor pel·lícula, Festival de Cinema Llatinoamericà de Biarritz, França, 1995
- Premi a la millor interpretació femenina a Zaida Castellanos, Festival de Cinema Ibèric i Llatinoamericà, Biarritz, França, 1995.
- Festival de Cinema de Sundance - Premi de Cinema Llatinoamericà.
  - Premi a la millor pel·lícula llatinoamericana, Sundance Film Festival, Santa Mónica, Califòrnia, els Estats Units, 1995.